# Stephen Ames
Stephen Michael Ames (født 28. april 1964 i San Fernando, Trinidad & Tobago) er en canadisk golfspiller, der er født og opvokset i Trinidad & Tobago, hvor han også har statsborgerskab. Pr. september 2010 står han noteret for elleve sejre gennem sin professionelle karriere. Hans bedste resultat i en Major-turnering er en 5. plads, som han opnåede ved US Open i 1997.